# Щетинник
Щетинница, или Щети́нник, или Сета́рия, или Мыше́й (лат. Setária) — род однолетних растений из семейства Злаки, или Мятликовые (Poaceae).

## Ботаническое описание

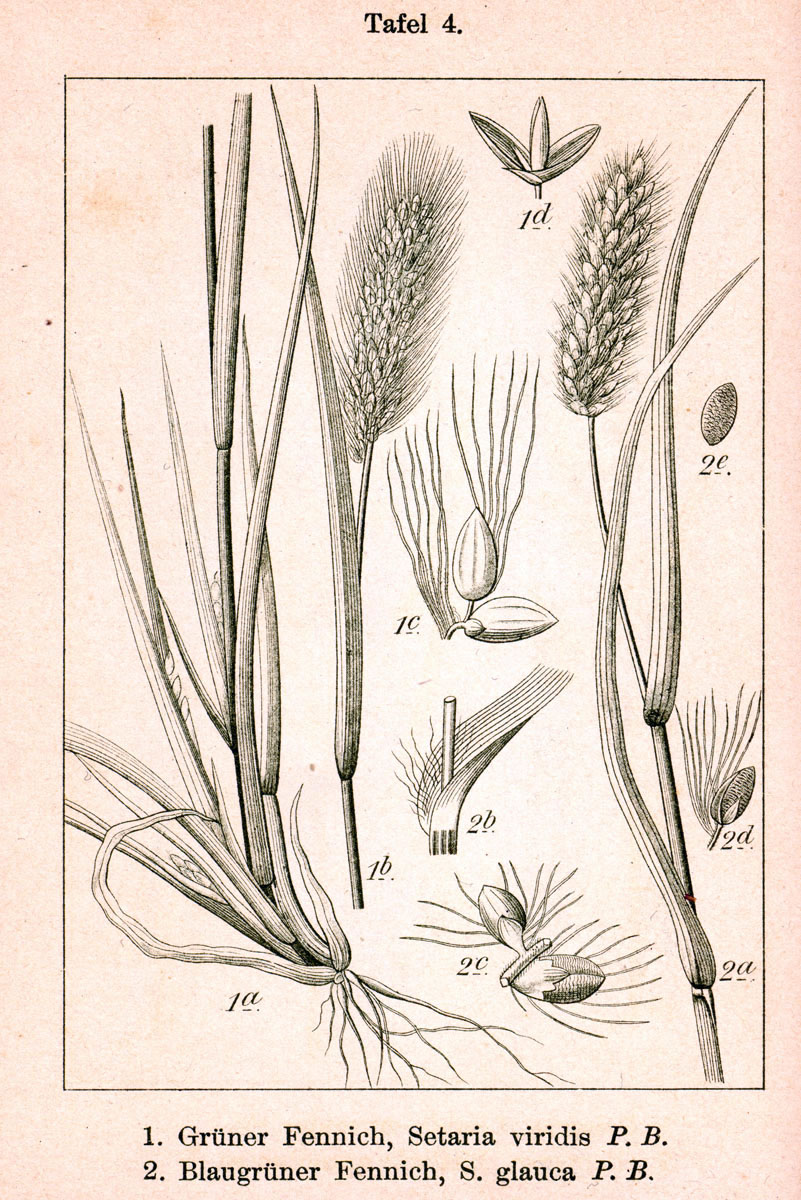
Setaria viridis (слева) и Pennisetum glaucum [syn. Setaria glauca].

Растения с красивыми, плотными метёлками.
Соцветие колосовидное, цилиндрическое, плотное, иногда лопастное. Колоски на коротких ножках, 1—2-цветковые, яйцевидные, немного сжатые со спинки, при основании окружённые зазубренными щетинками. Колосковых чешуй три, они плёнчатые: нижняя очень маленькая, вторая длиннее, третья равная цветочным чешуям. Цветковые чешуи кожистые, голые, гладкие или морщинистые. Цветёт в июле — августе.
Плод — зерновка, сжатая со спинки, заключена в цветочные чешуи, созревает в августе — сентябре. Размножается семенами (одно растение образует до 5—10 тыс. семян, сохраняющих жизнеспособность в почве до 10 лет).

## Распространение и среда обитания
Широко распространен от умеренных зон через субтропики до тропиков, а также на возделываемых землях или на рудеральных территориях. Растёт на приречных песках, галечниках, полях.

## Хозяйственное значение и применение
Щетинники содержат витамины, жирные кислоты. Некоторые виды данного рода являются очень древними пищевыми и кормовыми растениями, имеют много разновидностей, например: гоми, могар, чумиза.
Применяются в народной медицине. Кормовое растение, плоды пригодны в пищу. Однако большинство видов сорные. 
Представители рода являются сорняками в посевах проса и имеют зёрна, сходные по размерам и форме с зёрнами проса. Поэтому этим видам щетинника дают ещё название просянки. Зёрна просянок могут служить источником пищи, например, для приготовления каши.

## Таксономия
Setaria, Essai d'une Nouvelle Agrostographie 51, 178, pl. 13, f. 3. 1812.  nom. cons.

### Синонимы
- Acrochaete Peter
- Camusiella Bosser
- Chaetochloa Scribn.
- Cymbosetaria Schweick.
- Miliastrum Fabr., nom. inval.
- Paspalidium Stapf
- Tansaniochloa Rauschert

### Виды
Род включает более 100 видов.
Некоторые виды:
- Setaria faberi R.A.W.Herrm. — Щетинник Фабера, или крупноколосый
- Setaria fiebrigii R.A.W.Herrm.
- Setaria intermedia Roem. & Schult. — Щетинник промежуточный
- Setaria italica (L.) P.Beauv. — Могар, или Щетинник итальянский, или Просо итальянское, или Гоми
  - Setaria italica subsp. italica — Чумиза, Чёрный рис, Головчатое просо
- Setaria pumila (Poir.) Roem. & Schult. — Щетинник сизый, или низкий
- Setaria verticillata (L.) P.Beauv. — Щетинник мутовчатый [syn.  Setaria adhaerens (Forssk.) Chiov.] [syn.  Setaria verticilliformis Dumort.]
- Setaria viridis (L.) P.Beauv. typus[1] — Щетинник зелёный

Многие виды, которые ранее входили в род Setaria, сейчас входят в другие роды — например, в род Pennisetum.